# بول هارني
بول هارني (بالإنجليزية: Paul Harney)‏ هو لاعب غولف أمريكي، ولد في 11 يوليو 1929 في ورسستر في الولايات المتحدة، وتوفي في 24 أغسطس 2011.

## وصلات خارجية
- بول هارني على موقع رابطة لاعبي الغولف المحترفين (الإنجليزية)